# تویوتا تاکوما
تویوتا تاکوما (Toyota Tacoma) خودرویی است که در تیخوانا، مکزیک، ایالات متحده آمریکا، هامورا، توکیو و ژاپن تولید شده‌است. طراحی آن موتور جلو، توزیع نیروی پیشران، خودرو چهار چرخ محرک بوده‌است.